# Дехейбарт
Дехе́йбарт (валл. Deheubarth) — середньовічне королівство на південному заході Уельсу, утворене у X столітті після злиття Сейсіллуга та Діведа. Валлійська назва королівства — калька з лат. dextralis pars «права частина», що позначала весь південний Уельс.

## Історія
Королівство Дехейбарт було створене приблизно 920 року Хівелом Добрим, що об’єднав під своєю владою Дівед та Сейсіллуг. Столицею Дехейбарта був замок Діневур, від якого й отримала свою назву ця гілка нащадків Родрі Великого.
Як і деякі інші валлійські королівства, Дехейбарт існував до остаточного завоювання країни норманами, але і до приєднання Уельсу до Англії Дехейбарт втрачав незалежність. У 1018 році його приєднав король Гвінеда Ллівелін ап Сейсілл, у 1023 — Рідерх ап Ієстін, правитель Морганнуга. Син Ллівеліна ап Сейсілла, Гріфід ап Ллівелін, якому вдалось об’єднати під своєю владою майже весь Уельс, повернув собі і Дехейбарт, але по його смерті до влади повернувся діневурський королівський дім.
На території Дехейбарта знаходився крупний релігійний центр — собор св. Давида; Рігіварх Лланбадарнський створив тут буття святого.
З 1078 до 1093 року в Дехейбарті правив Ріс ап Теудур, якому не тільки вдалось успішно відстояти трон за собою, але й значно посилити королівство. Тим не менше до того часу нормани з Англії вже починали підходити до східних кордонів Дехейбарта, й у 1093 році Ріс загинув за невідомих обставин у Бріхейніогу. Після цього нормани успішно завоювали майже все королівство, а спадкоємець престолу Гріфід ап Ріс був змушений втекти. Врешті-решт він все ж отримав в управління невелику частину володінь свого батька, однак королівство було в основному розділено між різними норманськими лордами.
У 1136 році в Уельсі спалахнуло повстання, і Гріфід вступив у союз із Гвінедом. Разом із Оуеном Гвінедом та Кадваладром ап Гріфідом він здобув перемогу над норманами у битві при Кріг-Маур поблизу Кардігана. Тим самим Кередігіон був звільнений, проте, хоч історично ці землі належали Дехейбарту, цього разу вони відійшли до Гвінеда як «старшого партнера». Гріфід загинув наступного року за нез’ясованих обставин.
Після Гріфіда трон Дехейбарта займали його сини: Анарауд, Каделл, Маредід та Ріс. Їм вдалось вигнати норманів з Дехейбарта, а гвінедців — з Кередігіона. За Ріса ап Гріфіда (відомого як Лорд Ріс, який правив у 1155-1197 роках), після смерті Оуена Гвінеда у 1170 році, Дехейбарт став наймогутнішим з валлійських королівств.
Після смерті Лорда Ріса у 1197 році королівство було розділено між його синами, та пізніше не змогло протистояти посиленню Гвінеда. На початку XIII століття князі Дехейбарта зазвичай виступають як васали Ллівеліна Великого, короля Гвінеда.